# 宮尾岳
宮尾岳（日语：／ Miyao Gaku，1959年—）是一名日本漫畫家，香川縣出身。代表作是《魔物獵人妖子》、《單車少女》。

## 作品

### 動畫
人物設計等
- 魔物獵人妖子系列
- 電光快車俠
- 電光快車俠2
- 妄想科學美少女

### 漫畫
- 熱風のカザン：全1冊。
- 七味撫子うのん：全1冊。
- 魔物獵人妖子：全1冊。
- 飛鷹神童：原名《KAZAN》，全7冊。
- 單車少女：原名，第21冊時改名為，第41冊時改名為。
- 二度目の人生 アニメーター（2018年 - 2022年、少年画報社、既刊8巻）

### 畫冊
- 魔物獵人妖子
- 魔物獵人妖子 完結篇

## 外部連結
- http://www.shonengahosha.jp/guide/index.php?ttl=%A5%A2%A5%AA%A5%D0%BC%AB%C5%BE%BC%D6%C5%B9&ttlk=&name=&namek=&recode=&search=%B8%A1%BA%F7 （页面存档备份，存于）